# رودني آدامز
رودني آدامز (بالإنجليزية: Rodney Adams)‏ هو لاعب كرة قدم أمريكية أمريكي، ولد في 15 سبتمبر 1994 في سانت بيترسبرغ في الولايات المتحدة.